# 新华路231号
新华路231号（又称荣漱仁旧居或新华路231号住宅或新华路上的罗马花园）位于中華人民共和國上海市长宁区新华路231号（原英租界17号），建于1925年，占地1550平方米，有一座约660平方米的花园，屋顶有老虎窗，属英国乡村式建筑。原有的暖房、亭子、假山目前已不复存在，此居曾作为荣漱仁陪嫁，后由荣家捐献给中華人民共和國政府，曾作为幼儿园，现为民宅。已列为上海市优秀历史建筑。